# 章句の学
章句の学（しょうくのがく）とは、儒教などで行われた経典解釈学の一形式。経書を句や章節で区切り、その後に句の意味や章の要旨を講説する形式をとる。前漢の今文経の博士たちのもとで行われた。博士により多くの学説・思想が増殖されたため、一経の章句が100万言に及ぶまでになったものもあったという。このため後漢の古文学からは増長すぎて経書を正確に解釈していないとして批判された。
後漢以後、章句の学は廃れたため、前漢の注釈書としてまとめられた『章句』はほとんど残っておらず、趙岐の『孟子章句』や王逸の『楚辞章句』といった後漢の簡潔な『章句』しか残存していない。その後、『章句』の名を使った注釈書は多くないが、有名なものに朱熹の『大学章句』『中庸章句』などがある。